# La Gauloise

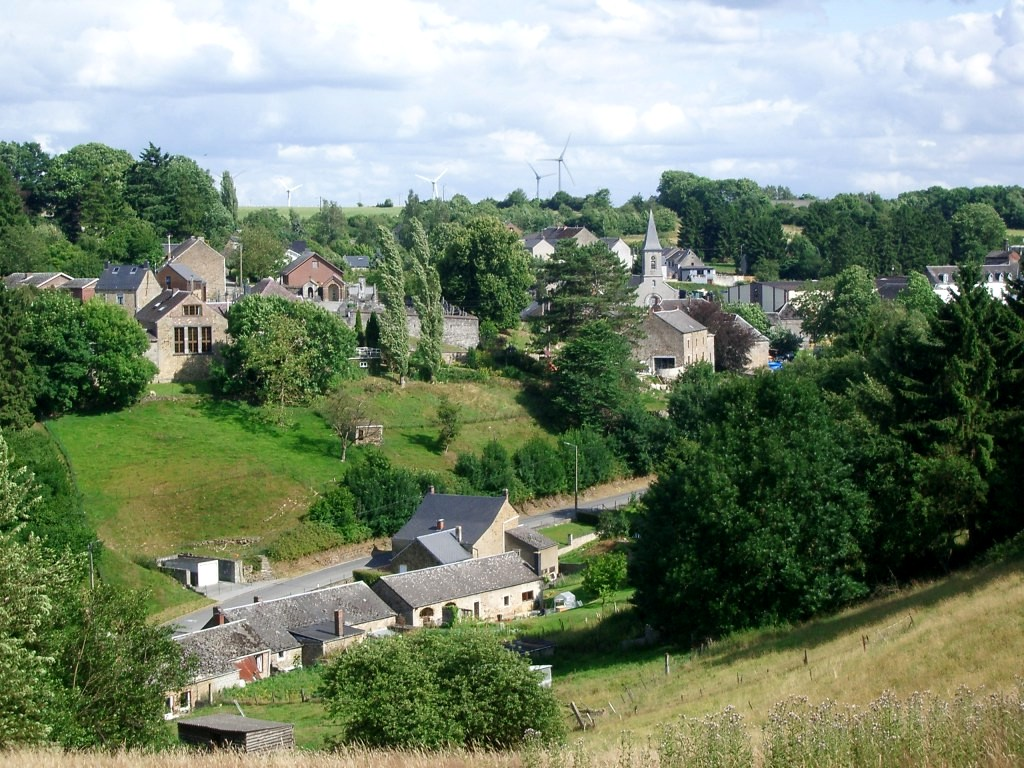
Panorama Purnode – miejsca wytwarzania La Gauloise

La Gauloise – marka walońskiego piwa, produkowanego przez Brasserie du Bocq w Purnode. Browar ten działa od 1858.
Piwo La Gauloise produkowane jest w trzech odmianach:
- La Gauloise Brune, butelki 0,33/0,75/1,5l, alkohol 8,1%, słodowe, nieznacznie goryczkowe
- La Gauloise Amber, butelki 0,33/0,75l, alkohol 5,5%, bursztynowe
- La Gauloise Blonde, butelki 0,33/0,75l, alkohol 6,3%, delikatne, zalecane jako aperitif